# 1 Crónicas 29
1 Crónicas 29 es el vigesimonoveno y último capítulo de los Libros de Crónicas en la Biblia hebrea o el Primer Libro de Crónicas en el Antiguo Testamento de la  Biblia Cristiana. El libro está recopilado a partir de fuentes más antiguas por una persona o grupo desconocido, designado por los estudiosos modernos como «el Cronista», y su forma final se estableció a finales del siglo V o IV a. C. Este capítulo consta de cuatro partes: las ofrendas voluntarias para el templo (versículos 1-9), la oración de David y la respuesta del pueblo (versículos 10-20); la ascensión de Salomón al trono (versículos 21-25) y la alabanza final al reinado de David (versículos 26-30). Todo el capítulo pertenece a la sección que se centra en el reinado de David (1 Crónicas 9:35 a 29:30), que desde el capítulo 22 hasta el final no tiene paralelo en 2 Samuel.

## Texto
Este capítulo fue escrito originalmente en el idioma hebreo y está dividido en 30 versículos.

### Testigos textuales
Algunos manuscritos antiguos que contienen el texto de este capítulo en hebreo bíblico son de la tradición del Texto masorético, que incluye el Códice de Alepo (siglo X) y el Códice Leningradensis (1008).
También existe una traducción al griego koiné conocida como la Septuaginta, realizada en los últimos siglos a. C. Entre los manuscritos antiguos existentes de la versión de la Septuaginta se encuentran el Códice Vaticano (B; {\displaystyle \ ara{G}}B; siglo IV), Codex Sinaiticus (S; BHK: {\displaystyle \ ara{G}}S; siglo IV), Codex Alexandrinus (A; {\displaystyle \ ara{G}}A; siglo V) y Codex Marchalianus (Q; {\displaystyle \ ara{G}}Q; siglo VI).

## Ofrendas para el Templo (29:1–9)
Esta sección registra las recolecciones de materiales de David para la construcción del templo, lo que animó a otros líderes de Israel a ofrecer donaciones generosas («voluntarias»), mucho mayores que las de David, en paralelo a las ofrendas de Israel para la construcción del Tabernáculo (Exodus 25:1-7; Exodus 35:4-9, 20-29). David contribuyó a
los costes de la construcción del templo tanto como rey (cf. 1 Reyes) como creyente ordinario, con libertad y alegría.

## La oración de despedida de David y la respuesta del pueblo (29:10-20)
La sección registra la oración de David, comenzando con una doxología, continuando con una interpretación de las donaciones voluntarias y concluyendo con un deseo de que la gente no olvide el pasado y un deseo para el futuro reinado del rey Salomón. La forma de la oración (cf. 2 Samuel 23:1-7; 1 Reyes 2:1-10) sigue los discursos finales de grandes líderes del pasado: Jacob (Génesis 49:1-28), Moisés (Deuteronomio 32:1-47; 33:1-29), Josué (Josué 23:1-16; 24:1-28) y Samuel (1 Samuel 12:1-25).

### Versículo 11
Tuyos, Señor, son la grandeza,
el poder y la gloria,
la victoria y la majestad;
Porque todo lo que hay en el cielo y en la tierra es tuyo;
Tuyo es el reino, Señor,
Y Tú eres exaltado como cabeza sobre todo.
- «Cabeza»: o «gobernante»[11]

## Salomón, rey de Israel (29:21-25)
Se informa de que la ascensión de Salomón fue tranquila y sin incidentes, seguida de un respaldo público (por segunda vez; cf. 1 Crónicas 23:1) de la entronización de Salomón por todo el pueblo de Israel.

## El final del reinado de David (29:26-30)
El resumen del reinado de un rey concreto es una práctica habitual en los libros de los Reyes, y el de David difiere del patrón habitual en 1 Reyes 2:10-12, pero se acerca más a las fórmulas finales de los otros reyes en las Crónicas. Las Crónicas citan a tres profetas (con sus diferentes títulos) que proporcionan los registros del reinado de David. Se decía que David disfrutaba de una vida productiva y respetada, con la seguridad y la longevidad como marcas de las bendiciones divinas (Bibleverse 2 Crónicas 24:15 9; Bibleverse Deuteronomio 4: 40|9}}; 9; 9; Isaías 65:17-19).